# Филлипс, Бренда
Бренда Джоан Филлипс (англ. Brenda Joan Phillips, 18 января 1958) — зимбабвийская хоккеистка (хоккей на траве), полевой игрок. Олимпийская чемпионка 1980 года.

## Биография
Бренда Филлипс родилась 18 января 1958 года.
Играла в хоккей на траве за «Олд Милтонианс» из Булавайо.
В 1980 году вошла в состав женской сборной Зимбабве по хоккею на траве на летних Олимпийских играх в Москве и завоевала золотую медаль. Играла в поле, провела 2 матча, мячей не забивала.
В 1984 году переехала в ЮАР, живёт в Йоханнесбурге с мужем и двумя сыновьями. Была заместителем руководителя Рединской школы.